# Music City Challenger 2005
Il Music City Challenger 2005 è stato un torneo di tennis facente parte della categoria ATP Challenger Series nell'ambito dell'ATP Challenger Series 2005. Il torneo si è giocato a Nashville negli Stati Uniti dal 7 al 13 novembre 2005 su campi in cemento.

## Vincitori

### Singolare
Bobby Reynolds ha battuto in finale  Ramón Delgado con il punteggio di 6–4, 6–4

### Doppio
Ilija Bozoljac /  Brian Wilson hanno battuto in finale  Santiago González /  Diego Hartfield con il punteggio di 7–6(6), 6–4